# フロイド郡 (ジョージア州)
フロイド郡（英: Floyd County）は、アメリカ合衆国ジョージア州の郡である。人口は9万8584人（2020年）。郡庁所在地はロームである。

## 概要
1832年12月3日に、ジョージア州議会は当時、チェロキー郡の一部であった土地から作成されることを決議し設立された。名前の由来はアメリカ合衆国下院議員ジョン・フロイドから。

## 地理
アメリカ合衆国統計局によると、この郡は総面積1,343 km2 (518 mi2)である。このうち1,329 km2 (513 mi2)が陸地で14 km2 (5 mi2)が水地域である。総面積の1.03%が水地域となっている。

## 人口動静
2000年国勢調査で、この郡は人口90,565人、34,028世帯、及び24,227家族が暮らしている。人口密度は68/km2 (176/mi2)である。28/km2 (71/mi2) の平均的な密度に36,615軒の住宅が建っている。この郡の人種的な構成は白人81.34%、アフリカン・アメリカン13.31%、先住民0.31%、アジア0.93%、太平洋諸島系0.09%、その他の人種2.88%、及び混血1.14%である。ここの人口の5.50%はヒスパニックまたはラテン系である。
この郡内の住民は24.60%が18歳未満の未成年、18歳以上24歳以下が10.80%、25歳以上44歳以下が33.90%、45歳以上64歳以下が22.20%、及び65歳以上が13.90%にわたっている。中央値年齢は36歳である。女性100人ごとに対して男性は93.80人である。18歳以上の女性100人ごとに対して男性は90.30人である。
この郡内の世帯ごとの平均的な収入は35,615米ドルであり、家族ごとの平均的な収入は42,302米ドルである。男性は31,659米ドルに対して女性は23,244米ドルの平均的な収入がある。この郡の一人当たりの収入 (per capita income) は17,808米ドルである。人口の14.40%及び家族の10.80%は貧困線以下である。全人口のうち18歳未満の19.40%及び65歳以上の13.80%は貧困線以下の生活を送っている。

## 都市及び町
- ローム（郡庁所在地）
- ケーブスプリング
- リンデール
- リビングストーン
- マウントベリー
- シャノン
- シルバークリーク
- コーサ
- ワックス
- ローズデール
- フロイドスプリングス